# قائمة شخصيات ظهرت على طوابع البريد اليمنية
هذه قائمة بأسماء الأشخاص الذين وُضعت صورهم على طوابع البريد في الجمهورية اليمنية وسابقاتها.

## أشخاص ظهروا على طوابع بريد اليمن

### مملكة عدن
| الاسم                | الدولة والوظيفة | تاريخ أول إصدار | عدد الطوابع | ملاحظات                                                                                              | الصورة |
| -------------------- | --------------- | --------------- | ----------- | --- | ------ |
| إليزابيث باوز ليون   | ملكة            | 1937            | 3           | [ 1 ]                                                                                                |        |
| إليزابيث باوز ليون   | ملكة            | 1949            | 2           | صدرت بمناسبة إحياء الذكرى الخامسة والعشرين لزواج الملك جورج السادس ملك إنجلترا والملكة إليزابيث الأم |        |
| جورج السادس          | ملك             | 1937            | 3           | [ 1 ]                                                                                                |        |
| جورج السادس          | ملك             | 1946            | 3           | |        |
| جورج السادس          | ملك             | 1949            | 2           | صدرت بمناسبة إحياء الذكرى الخامسة والعشرين لزواج الملك جورج السادس ملك إنجلترا والملكة إليزابيث الأم |        |
| صالح بن غالب القعيطي | سلطان           | 1942            | 1           | |        |
| صالح بن غالب القعيطي | سلطان           | 1946            | 1           | |        |
| إليزابيث الثانية     | ملكة            | 1953            | 1           | صدر بمناسبة تتويج إليزابيث الثانية كملكة لبريطانيا                                                   |        |
| إليزابيث الثانية     | ملكة            | 1963            | 1           | [ 4 ]                                                                                                |        |

### اتحاد الجنوب العربي (1962 - 1966)
| الاسم                    | الدولة والوظيفة | تاريخ أول إصدار | عدد الطوابع | ملاحظات                                                                     |
| ------------------------ | --------------- | --------------- | ----------- | --------------------------------------------------------------------------- |
| ونستون تشرشل (1874-1965) | رئيس وزراء      | 1966            | 4           | صدرت بمناسبة إحياء الذكرى الأولى لوفاة رئيس الوزراء البرياطاني ونستون تشرشل |

### الدولة المهرية
| الاسم                  | الدولة والوظيفة | تاريخ أول إصدار | عدد الطوابع | ملاحظات                                                              |
| ---------------------- | --------------- | --------------- | ----------- | -------------------------------------------------------------------- |
| جون كينيدي (1917-1963) | رئيس            | 1967            | 9           | صدرت بمناسبة إحياء الذكرى الخامسة لاغتيال الرئيس الأمريكي جون كينيدي |

### دولة يافع العليا
| الاسم                  | الدولة والوظيفة | تاريخ أول إصدار | عدد الطوابع | ملاحظات                                                              |
| ---------------------- | --------------- | --------------- | ----------- | -------------------------------------------------------------------- |
| جون كينيدي (1917-1963) | رئيس            | 1967            | 2           | صدرت بمناسبة إحياء الذكرى الخامسة لاغتيال الرئيس الأمريكي جون كينيدي |
| ليوناردو دا فينشي      | رسام            | 1967            | 2           | [ 10 ]                                                               |

### الدولة القعيطية الحضرية
| الاسم     | الدولة والوظيفة | تاريخ أول إصدار | عدد الطوابع | الصورة |
| --------- | --------------- | --------------- | ----------- | ------ |
| الملكة آن | ملكة            | 1967            | 1           |        |

### المملكة المتوكلية اليمنية
| الاسم                  | الدولة والوظيفة               | تاريخ أول إصدار | عدد الطوابع | ملاحظات                                                                         | الصورة |
| ---------------------- | ----------------------------- | --------------- | ----------- | ------------------------------------------------------------------------------- | ------ |
| أحمد بن يحيى           | ملك                           |                 | 1           |                                                                                 |        |
| حسن بن يحيى            |                               |                 | 1           | صدر بمناسبة إحياء ذكرى انضمام المملكة المتوكلية اليمنية إلى منظمة الأمم المتحدة |        |
| جون كينيدي (1917-1963) | رئيس                          | 1966            | 1           |                                                                                 |        |
| يوخن ريندت             | بطل العالم في سباقات فورملا 1 | 1969            | 1           | [ 11 ] [ 12 ]                                                                   |        |
| جياكومو أغوستيني       | قائد دراجات نارية             | 1969            | 1           | [ 11 ] [ 13 ]                                                                   |        |
| بيل آيفي               | قائد دراجات نارية             | 1969            | 1           | [ 11 ] [ 14 ]                                                                   |        |
| كيل كاروثرز            | قائد دراجات نارية             | 1969            | 1           | [ 11 ] [ 15 ]                                                                   |        |
| جاكي إيكس              | لاعب سباقات فورملا 1          | 1969            | 1           | [ 11 ] [ 16 ]                                                                   |        |
| جاكي ستيورات           | لاعب سباقات فورملا 1          | 1969            | 1           | [ 11 ] [ 17 ]                                                                   |        |
| فيل ريد                | قائد دراجات نارية             | 1969            | 1           | [ 11 ] [ 18 ]                                                                   |        |
| جيم لوفل               | رائد فضاء                     | 1969            | 2           | صدرت بمناسبة دوران طاقم رحلة أبولو 8 حول القمر                                  |        |
| فرانك بورمان           | رائد فضاء                     | 1969            | 2           | صدرت بمناسبة دوران طاقم رحلة أبولو 8 حول القمر                                  |        |
| وليم أندرس             | رائد فضاء                     | 1969            | 2           | صدرت بمناسبة دوران طاقم رحلة أبولو 8 حول القمر                                  |        |
| شارل ديغول             | رئيس                          | 1970            | 5           | [ 20 ]                                                                          |        |

### الجمهورية العربية اليمنية
| الاسم                  | الدولة والوظيفة | تاريخ أول إصدار | عدد الطوابع | ملاحظات                                                              | الصورة |
| ---------------------- | --------------- | --------------- | ----------- | -------------------------------------------------------------------- | ------ |
| جون كينيدي (1917-1963) | رئيس            | 1965            | 8           | صدرت بمناسبة إحياء الذكرى الثانية لاغتيال الرئيس الأمريكي جون كينيدي |        |
| أبراهام لينكون         | رئيس            | 1968            | 1           | [ 22 ]                                                               |        |
| شارلز كونراد           | رائد فضاء       | 1969            | 1           | صدرت بمناسبة هبوط طاقم رحلة أبولو 12 على سطح القمر                   |        |
| ريشارد جوردن           | رائد فضاء       | 1969            | 1           | صدرت بمناسبة هبوط طاقم رحلة أبولو 12 على سطح القمر                   |        |
| ألان بين               | رائد فضاء       | 1969            | 1           | صدرت بمناسبة هبوط طاقم رحلة أبولو 12 على سطح القمر                   |        |
| نابليون بونابرت        | إمبراطور        | 1969            |             | [ 23 ]                                                               |        |

### جمهورية اليمن
| الاسم                         | الدولة والوظيفة | تاريخ أول إصدار | عدد الطوابع | ملاحظات                                                                                              | الصورة |
| ----------------------------- | --------------- | --------------- | ----------- | --- | ------ |
| نسيم حامد كشميم               | ملاكم           | 1995            | 5           | صدرت بمناسبة حصول الملاكم البريطاني اليمني الأصل نسيم حامد كشميم على لقب بطل منظمة الملاكمة العالمية |        |
| عبد الله البردوني (1929-1999) | شاعر            | 2002            | 3           | [ 26 ] [ 27 ] [ 28 ] [ 28 ]                                                                          |        |
| حسين المحضار (1931-2000)      | شاعر            | 2002            | 3           | [ 26 ] [ 27 ] [ 28 ] [ 29 ]                                                                          |        |
| محمد الدرة                    | دولة فلسطين     | 2002            | 1           | صدر تضامنا مع انتفاضة الشعب الفلسطيني                                                                |        |
| إيمان حجو                     | دولة فلسطين     | 2002            |             | صدر تضامنا مع انتفاضة الشعب الفلسطيني                                                                |        |
| ياسر عرفات (1929-2004)        | رئيس            | 2008            | 2           | صدر بمناسبة إحياء الذكرى الرابعة لوفاة ياسر عرفات رئيس السلطة الوطنية الفلسطينية                     |        |
| علي أحمد باكثير (1910-1969)   | أديب            | 2013            | 1           | صدر بمناسبة إحياء الذكرى المئوية لميلاد الأديب اليمني علي أحمد باكثير                                |        |